# Mike Johnson (politikus)
James Michael Johnson (Shreveport, 1972. január 30. –) amerikai jogász, rádiós műsorvezető és politikus, 2023 óta az Egyesült Államok Képviselőházának házelnöke, 2017 óta pedig tagja, Louisiana negyedik kongresszusi kerületéből.
A Republikánus Párt keresztény nacionalista ágazatának tagja és ellenzi az abortuszt, a kannabisz gyógyászati felhasználását és azonos neműek házasságát. 2020 decemberében kifejezte támogatását a 2020-as elnökválasztás eredményének megváltoztatásáért. 2021 januárjában pedig szavazott is a pennsylvaniai eredmények megváltoztatása mellett a Képviselőházban. Kötelékei vannak olyan fundamentalista protestáns csoportokkal, mint a Louisiana Family Forum, az Alliance Defending Freedom és a Focus on the Family. Politikai pályafutása kezdete előtt együtt dolgozott ezekkel a csoportokkal.
Egy 2016-os beszédében az evolúció tanítását okolta az iskolai lövöldözésekért. Ugyanakkor a 60-as éveket okolta a vallás és az erkölcs aláásásáért, egyebek között a válás és az abortusz megkönnyítéséért.
2021 óta a képviselőházi republikánus frakció alelnöke és egy terminuson át a legnagyobb konzervatív republikánus bizottság, a Republikánus Tanulmányi Bizottság elnöke is volt. Azt megelőzően, hogy beválasztották a Képviselőházba, Johnson Louisiana állami törvényhozásában is töltött két évet, mielőtt lemondott volna.
2023. október 24-én a republikánus frakció megválasztotta negyedik jelöltjének a 2023. októberi házelnökválasztáson, Steve Scalise, Jim Jordan és Tom Emmer után. Másnap, első szavazásán diadalmaskodott.